# Pijnackeria
Pijnackeria – rodzaj straszyków z rodziny Diapheromeridae i podrodziny Pachymorphinae. Zasiedla południowo-zachodnią część Europy. Obejmuje 7 opisanych gatunków, w tym jeden wymarły na przełomie XX i XXI wieku z powodu wycinki krzewów.

## Taksonomia
Pierwszy gatunek z tego rodzaju opisany został w 1878 roku przez Ignacia Bolívara jako Bacillus hispanicus. W nowym rodzaju Leptynia umieścił go w 1890 roku P.J. Pantel. Pod koniec XX wieku różne publikacje zaczęły rozpoznawać w L. hispanica kompleks gatunków bliźniaczych, nadając poszczególnym jej populacjom oznaczenia literowe. Rangę rodzaju pod nazwą Pijnackeria nadał owemu kompleksowi Valerio Scali w 2009 roku. Nazwę rodzajową nadano na cześć Laasa Piera Pijnackera, badacza straszyków z Uniwersytetu w Groningen. W 2013 roku Valerio Scali, Liliana Milani i Marco Passamonti na podstawie danych z zakresu genetyki, cytologii, morfologii i biogeografii wydzieli z P. hispanicus pięć innych gatunków. Siódmy gatunek opisali w 2015 roku Pablo Valero i Antonio Ortiz. W sumie do rodzaju tego należą:
- Pijnackeria barbarae Scali, Milani & Passamonti, 2013
- Pijnackeria hispanica (Bolívar, 1878)
- †Pijnackeria lelongi Scali, Milani & Passamonti, 2013
- Pijnackeria lucianae Scali, Milani & Passamonti, 2013
- Pijnackeria masettii Scali, Milani & Passamonti, 2013
- Pijnackeria originis Scali, Milani & Passamonti, 2013
- Pijnackeria recondita Valero & Ortiz, 2015

## Budowa i cytogenetyka
Samce osiągają od 38,4 do 49,3 mm, a samice od 44,2 do 65,5 mm długości ciała. Samce ubarwione są w odcieniach zielonkawego lub cynamonowego koloru z bocznymi pasami grzbietowymi barwy brązowej do czarnej, biegnącymi ponad pleurami wzdłuż tułowia, a zwykle też części odwłoka. Często wzdłuż górnych krawędzi pleur biegną też białe linie. Samice mogą mieć barwę jasnozieloną, cynamonową, popielatoszarą lub jasnobrązową, często z ciemniejszym pasem środkowym wzdłuż grzbietu. Czułki zwykle mają nóżkę i trzonek ubarwione tak jak ciało, zaś biczyk ciemniejszy, brązowy lub cynamonowy. Wyjątkiem są tu samice P. recondita mające czułki różowe. U samców długość czułków wynosi od 5 do 7 mm i zbudowane są one z 11 członów u P. recondita, a z 16 członów u pozostałych gatunków. U samic długość czułków wynosi od 2,7 do 5,5 mm i zbudowane są one z od 10 do 17 członów. Powierzchnie głowy, tułowia i odwłoka u samców są gładkie i nagie, natomiast u samic są owłosione, przy czym włoski na tułowiu wyrastają ze szczytu granulek, a na odwłoku osadzone są w rozproszonych dołkach. Wyjątkiem są tylko śródtułów i zatułów u samic P. recondita i P. lelongi, które są nagie i gładkie. Czułki, przysadki odwłokowe i listewki na odnóżach u obu płci są porośnięte krótkimi włoskami zmysłowymi. Uda tylnych odnóży po ułożeniu wzdłuż ciała dochodzą wierzchołkami u samców do szóstego, siódmego, ósmego lub dziewiątego tergitu odwłoka, a u samic do rejonu między połową długości trzeciego tergitu a połączeniem piątego i szóstego tergitu odwłoka. U samców dziewiątey tergit jest dłuższy niż dziesiąty, zaś u samic dziesiąty jest dłuższy niż dziewiąty. Ukształtowanie płytki subgenitalnej samców jest zróżnicowane gatunkowo. Przysadki odwłokowe samców są przekształcone w klaspery, zakrzywione i wyposażone w ząbek, również zróżnicowane gatunkowo. Vomer subanalny u samców nie występuje. Samice mają spiczasty i sztywny wierzchołek odwłoka. Walwa pokładełka ma  formę płytkowatą do łopatowatej, w części nasadowej ma delikatną listewkę na każdym boku.
Większość gatunków jest dwupłciowych. W ich przypadku kariotyp samców składa się z 37, a samic z 38 chromosomów. Kariotypy poszczególnych gatunków dwupłciowych różnią się strukturą niektórych chromosomów, w tym liczbą i rozmiarami satelitów. Dwa gatunki są rozmnażającymi się przez partenogenezę, poliploidalnymi hybrydami. W przypadku P. masettii samice są triploidami o nieznanych i przypuszczalnie wymarłych gatunkach matczynym i ojcowskim. W przypadku P. hispanica są one tetraploidami, a gatunkiem matczynym jest P. originis.
Jaja tych patyczaków osiągają od 3,8 do 4,8 mm długości. Kształt ich jest owalny do prawie cylindrycznego. U większości gatunków cały chorion pokrywa siateczkowaty wzór. Brak go jedynie u P. recondita.

## Ekologia i występowanie
Główną rośliną żywicielską tych patyczaków jest żarnowiec miotlasty, ale z jego braku część gatunków żeruje też na szyplinach, zwłaszcza szyplinie pięciolistnym. Mieszańce partenogenetyczne tolerują szersze spektrum pokarmów, żerując także na kolcolistach, jeżynach i dzikiej róży.
Rodzaj palearktyczny, ograniczony w swym zasięgu do południowo-zachodniej części Europy. Większość gatunków to endemity Półwyspu Iberyjskiego i Hiszpanii. Poza nim, a mianowicie w południowo-zachodniej Francji, występuje tylko mający najszerszy zasięg P. masettii. Stosunkowo szeroki zasięg ma także występujący w środkowo-zachodniej części Hiszpanii P. hispanica. Oba te gatunki są partenogenetycznymi hybrydami. Gatunki rozmnażające się płciowo są endemitami bardzo małych obszarów. Jeden z nich, P. lelongi, zdążył wyginąć między 1992 a 2010 roku z powodu wycinki krzewów żarnowca miotlastego.